# Dàlit

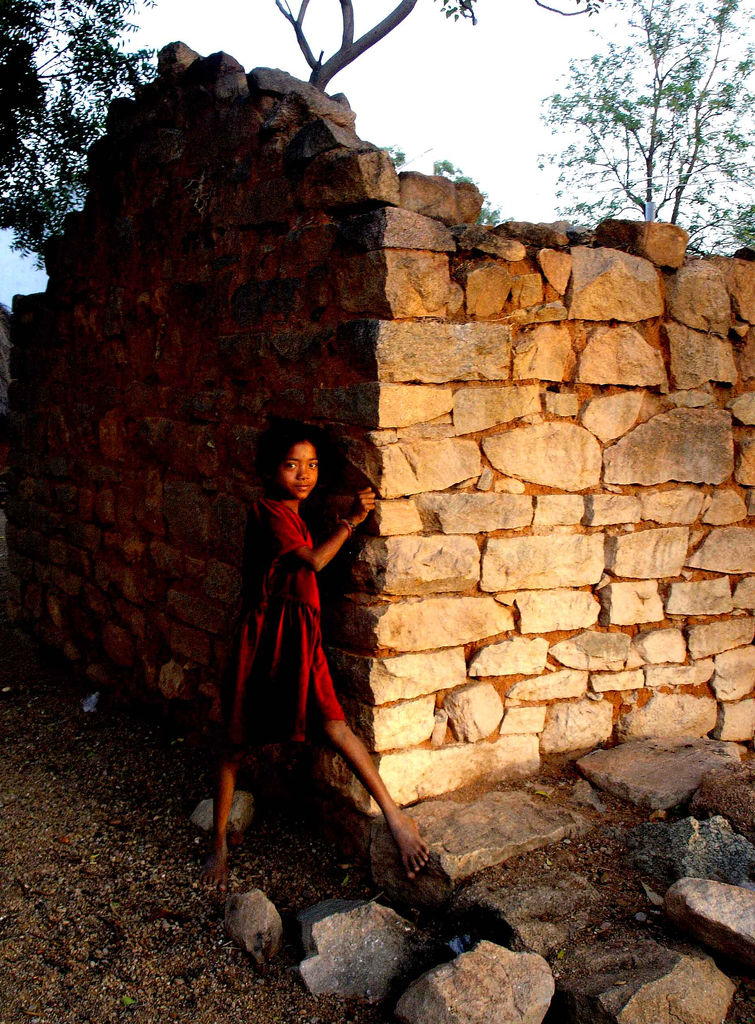
Nena dàlit a Andhra Pradesh.

En el sistema de castes de l'Índia, un dàlit (del sànscrit: दलित, dalita o sigui "trencat/escampat"), paraula índia sinònima de pària, intocable, farijan o panxames és una persona que, d'acord amb les creences hindús tradicionals, es considera fora de les quatre varnes tradicionals. Varna es refereix a la creença que molts humans van ser creats a partir de diferents parts del cos de la divinitat Puruixa, i la part de què cada varna va ser creada defineix l'estatus social d'una persona en relació amb aspectes com amb qui es pot casar i quines professions pot exercir.
En estar fora de les varnes, als pàries, històricament, només se'ls ha permès realitzar treballs més marginals. S'inclouen els treballadors del cuir (anomenats xamar), els pagesos pobres i els jornalers sense terra, els artesans de carrer, els artistes populars, els bugaders de roba i altres professions.
Tradicionalment, eren aïllats a les seves pròpies comunitats, fins al punt que les classes superiors evitaven el contacte de les seves ombres. La discriminació contra els dàlits encara existeix en zones rurals i en l'esfera privada. Tot i això, ha desaparegut en zones urbanes i en l'esfera pública, pel que fa a llibertat de moviment i l'accés a l'educació.
La referència més primerenca de la discriminació, almenys en aspectes espirituals, es remunta al Bhagavad Gita (text èpic-religiós del segle iii aC), on s'afirma que per als intocables, les dones i els estrangers no és assolible la il·luminació.
Els dàlits són sovint víctimes de la violència, com freqüents linxaments, assassinats i violacions. A l'estat de Rajasthan, només entre el 1999 i el 2003 hi va haver més de 143 dones dàlits violades i 93 assassinats. Massacres que solien incloure la violació de dones i l'assassinat d'homes i dones dàlit es reporten al segle XX a Chundur, Neerukonda, Andhra Pradesh, Tamil Nadu, Panjab, Kherlanji, sent les més recents Majarastra (2006) i Rajasthan (2008).
Aquest fenomen, això no obstant, no és exclusiu de l'Índia, ja que hi ha grups similars a Bangladesh (anomenats «arzal»), al Iemen (coneguts per «al-akdham») i al Japó (on reben el nom de «burakumin»).

## Història
El terme «dàlit» és un concepte autoaplicat per als anomenats «intocables» i altres que estaven fora de la jerarquia tradicional de castes hindú. L'economista i reformador B. R. Ambedkar (1891–1956) va dir que la intocabilitat va entrar a la societat índia al voltant de l'any 400 dC, a causa de la lluita per la supremacia entre el budisme i el brahmanisme (un terme antic per a l'hinduisme brahmànic). Alguns sacerdots hindús es van fer amics dels intocables i van ser degradats a rangs de castes baixes. Eknath, un altre brahman excomunicat, va lluitar pels drets dels intocables durant el període Bhakti.
A finals de la dècada de 1880, la paraula marathi dalit va ser utilitzada per Mahatma Jotiba Phule per als marginats i intocables que estaven oprimits a la societat hindú. Dalit és una forma vernacular del sànscrit दलित (dalita). En sànscrit clàssic significa "dividit, trencat, dispers". Aquesta paraula va ser reutilitzada en sànscrit del segle xix per significar "(una persona) que no pertany a una de les quatre castes brahmíniques". Potser va ser utilitzat per primera vegada en aquest sentit pel reformador social Jyotirao Phule, amb seu a Pune, en el context de l'opressió a que s'enfrontaven les castes "intocables" per part d'altres hindús. El terme «dàlit» es va utilitzar com a traducció per a la classificació del cens del Raj britànic de classes deprimides abans de 1935, però com mai es va mostrar a la gent, es va posar en ús recentment des que el passat Parlament d'Orissa va canviar el nom de SC/ST a «dàlit». Va ser popularitzat per Ambedkar, ell mateix un dàlit, que va incloure a totes les persones deprimides independentment de la seva casta en la definició de «dàlit». Cobria persones que estaven excloses del sistema de quatre varnes de l'hinduisme i pensaven que formaven una cinquena varna, descrivint-se com Panxama. A la dècada de 1970 el seu ús es va reforçar quan va ser adoptat pel grup d'activistes Dalit Panthers.

### Personalitats dàlits
Algunes personalitats d'origen dàlit:
- Bhimrao Ramji Ambedkar (1891 – 1956), redactor principal de la Constitució índia.[12]
- Kocheril Raman Narayanan (1920 – 2005), primer dàlit a ser escollit president de l'Índia (1997-2002).[13]
- Mayawati Kumari, primera dona dàlit en ocupar el càrrec de cap de l'executiu d'un estat indi, Uttar Pradesh, 2007.[14]
- Ram Nath Kovind, president de l'Índia des del 2017.[15]
- Krishna Kumari Kohli, primera senadora dàlit elegida al Pakistan el 2018.[16]